# Равне при Млиншах
Равне при Млиншах (словен. Ravne pri Mlinšah) је насељено место у општини Загорје об Сави, Засавска регија, Словенија.

## Историја
До територијалне реорганизације у Словенији биле су у саставу старе општине Загорје об Сави.

## Становништво
У попису становништва из 2011. године, Равне при Млиншах су имале 62 становника.
| Број становника према пописима | Број становника према пописима | Број становника према пописима |
| ------------------------------ | ------------------------------ | ------------------------------ |
| 1991                           | 2002                           | 2011                           |
| 51                             | 50                             | 62                             |

Напомена: До 1955. исказивано под именом Равне. Године 1990. умањено за део насеља који је припојен насељу Шемник.